# Северокиргизский диалект
Северокиргизский диалект является литературным вариантом современного киргизского языка. 
Основа диалекта — древнекыргызский язык, который после перемещения (с середины IX века) его носителей на Алтай и Иртыш, подвергся мощному воздействию кумано-кипчакских языков.
Позже, огузские j-диалекты (то есть «джекающие») повлияли на произношении некоторых звуков. Так, огузская смягчённая аффриката /j/ ([d͡ʒ]), промежуточная между алтайским твёрдым согласным звуком [дз] ([d͡z]) и кипчакским постальвеолярным звуком [ж] ([ʒ]), окончательно вытеснила эти два звука. Звук ж сохранился лишь в словах, заимствованных из русского языка.
Становление этого диалекта завершилось на Тянь-Шане. Он испытал заметное влияние кыпчакских и огузских языков, вобрав в себя также культурные заимствования из арабского и иранских языков, изменённых в соответствии с лексической нормой диалекта (языка). Кроме того, в диалекте ещё сохраняются монголизмы и незначительные заимствования из языков нетюркских народов Сибири.
После Октябрьской революции киргизы перешли с арабского письма на латинский алфавит, в результате чего северокиргизский диалект стал основой литературного киргизского языка.
В настоящее время на северокиргизском диалекте разговаривает киргизоязычное население Нарынской, Иссык-Кульской и Чуйской областей.
На северо-западе Киргизии (Таласская область и северо-запад Джалал-Абадской области) существует региональный вариант северокиргизского диалекта — т. н. таласский говор, испытавший влияние казахского языка.